# آیتوس

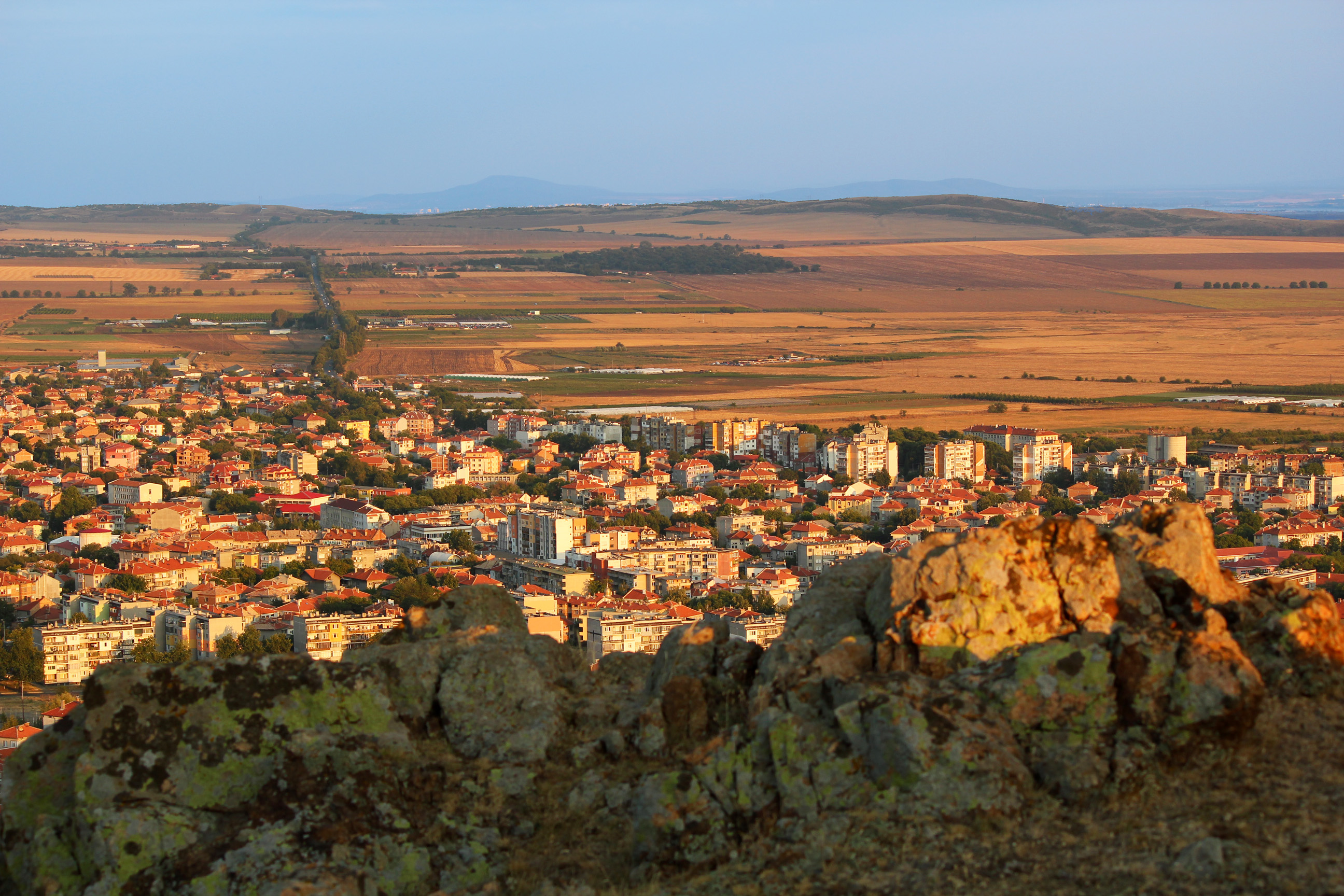
منطقه مسکونی در بلغارستان

آیتوس شهری در استان بورگاس کشور بلغارستان است که جمعیت آن در سال ۲۰۰۱ میلادی ۲۱٬۳۳۹ نفر بوده‌است.